# Шепетовка
Шепетовка е град в Хмелницка област, Украйна.
Населението му е 39 666 жители (2024). Намира се в часова зона UTC+2.
Основан е през 1594 г., а получава статут на град през 1923 г.

## Известни личности
Родени в Шепетовка
- Валентина Матвиенко (р. 1949), политик

Починали в Шепетовка
- Алексей Лобанов-Ростовски (1824 – 1896), политик